# Tetrablemma benoiti
Tetrablemma benoiti là một loài nhện trong họ Tetrablemmidae.
Loài này thuộc chi Tetrablemma. Tetrablemma benoiti được Brignoli miêu tả năm 1978.